# Aline Deicke
Aline J. E. Deicke ist eine deutsche digitale Geisteswissenschaftlerin. Die studierte Prähistorikerin ist Professorin für Digital Humanities am Institut für Medienwissenschaft der Universität Marburg.

## Leben
Nach dem Studium der Vor- und Frühgeschichte, Anthropologie und Klassischen Archäologie an der Universität Mainz, der Universität Budapest und der Universität Pécs ist sie seit 2009 wissenschaftliche Mitarbeiterin und stellvertretende Leiterin der Digitalen Akademie der Akademie der Wissenschaften und der Literatur in Mainz. Nach der Promotion 2019 in Mainz wurde sie am 1. Oktober 2021 zur Akademieprofessorin (W2) für Digital Humanities am Institut für Medienwissenschaft der Universität Marburg, Fachbereich Germanistik und Kunstwissenschaften, ernannt.
Ihre Forschungsschwerpunkte sind digitale Methodik in den Geistes- und Kulturwissenschaften, Forschungsdatenmanagement für die geisteswissenschaftliche Grundlagenforschung im Akademienprogramm, Konzeption, Gestaltung, Usability und Accessibility von geisteswissenschaftlichen Online-Anwendungen, Modellierung geisteswissenschaftlicher Fachdaten, u. a. auf Basis des CIDOC-CRM, archäologisch-historische Netzwerkforschung, funerale Elitenidentitäten der späten Bronzezeit in Mitteleuropa und innerprotestantische Konfliktnetzwerke der nachlutherischen Reformation. Außerdem leitet sie zusammen mit Johannes Lipps und Kerstin P. Hofmann das auf 24 Jahre angelegte Projekt „disiecta membra. Steinarchitektur und Städtewesen im römischen Deutschland“, das an der Akademie der Wissenschaften und der Literatur in Mainz angesiedelt ist und im November 2022 in das Forschungsprogramm der Wissenschaftsakademien aufgenommen wurde.